# Rio Mbomou
Mapa da República Centro-Africana indicando o rio Mbomou
O rio Mbomou ou Bomu (também grafado M'bomou) é um rio que define a linha da fronteira República Centro-Africana-República Democrática do Congo.
O Mbomou desagua no rio Uele para formar o rio Ubangui. O rio Ubangui, um afluente do rio Congo, também faz linha de fronteira entre os dois países.